# Palácio Sabugosa
O Palácio Sabugosa situa-se na freguesia portuguesa de Alcântara, no concelho de Lisboa, mais precisamente na Rua 1º de Maio. Foi construído no século XVI, tendo posteriormente sofrido obras de ampliação, restauro e beneficiação (1728, 1865 e 1878).
Inicialmente uma casa de campo situada numa propriedade denominada Quinta Cesária, foi depois alvo de obras significativas a mando do Conde de Sabugosa.
É também conhecido por Palácio dos Condes de São Lourenço. Este imóvel estava em 2007 em vias de classificação pelo IGESPAR.